# Etofenamaat
Etofenamaat is een niet-steroïdaal ontstekingsremmend geneesmiddel (een NSAID) met pijnstillende werking. Het wordt toegepast bij acute spier- en gewrichtspijn, bijvoorbeeld na een blessure, en ook bij chronische aandoeningen zoals reuma of ischias. Het is een topisch middel, dat wil zeggen het wordt uitwendig aangebracht op de pijnlijke zones. Het is beschikbaar in verschillende vormen: crème, gel of spray.
Etofenamaat, evenals sommige andere NSAID's, kan huidirritatie veroorzaken, evenals contactallergie, fotocontactallergie en in zeldzame gevallen lichtovergevoeligheid.